# Наото Кан
Наото Кан (јап. 菅 直人; 10. октобар 1946) је био премијер Јапана од јуна 2010. године до августа 2011. године. Налазио се на челу Демократске странке.
Ожењен је рођаком Нобуко и имају два сина.